# 王聯
王聯（1501年—1550年），字應奎，號東浦，直隸河間府任丘縣人，民籍，明朝政治人物。

## 生平
嘉靖元年（1522年）壬午科順天鄉試第六十七名舉人，十一年（1532年）中式壬辰科會試第八十二名，三甲第三十三名進士。大理寺觀政，授休寧縣知縣，十四年（1535年）升戶部主事，十七年（1538年）謫陽武縣知縣。十八年（1539年）明世宗南巡承天府期間，河南巡撫胡纘宗因王聯辦事不力，怒而笞之，同年王聯被巡按御史陶欽夔論劾罷職。後來因牽涉殺人案件，求解不得。二十九年（1550年）誣告胡纘宗、陶欽夔等人結黨詆毀朝廷以求脫罪，最終仍被處決。

## 胡纘宗案
《明史》等載王聯為人凶狠狡詐，曾因毆打親父王良，下獄論死，後來因王良求情方得出獄。又因牽涉殺人案件，求解不得。他任陽武縣知縣時被河南巡撫胡纘宗鞭笞，懷恨在心，又知明世宗鼓勵官員相互揭發，就利用世宗南巡承天府期間，胡纘宗的接駕詩做文章，稱詩中「穆天八駿」詞句為謗詛，且將與其有宿怨者，如右副都御史劉隅，給事中鮑道明，御史胡植、馮璋、張洽，參議朱鴻漸，前知府項喬、賈應春等百十人，全部構陷，命其子混入宮門訟冤。世宗果然大怒，立刻派人逮捕胡纘宗等人，刑部尚書劉訒會同法司嚴加審訊。劉訒查清真相，將王聯父子論死，並請求寬恕胡纘宗等人。然而世宗仍然不依不饒，最終經過嚴嵩求情，將胡纘宗革職，杖四十。劉訒亦除名。

## 家族
曾祖王福；祖父王瓚；父王良。母張氏；繼母高氏。具慶下。兄王職，弟王聆、王聘、王耿。

## 延伸阅读
[在维基数据编辑]
 《明史·卷202》，出自《明史》

| 官衔        | 官衔                          | 官衔        |
| ----------- | ----------------------------- | ----------- |
| 前任： 高簡 | 明朝休寧縣知縣 1532年－1535年 | 繼任： 傅燦 |